# Unió Democràtica (Polònia)
La Unió Democràtica (polonès: Unia Demokratyczna, UD) va ser un partit polític polonès d'ideologia liberal. Va ser fundat el 1990 per Tadeusz Mazowiecki de la unió dels principals moviments opositors anticomunistes, el Moviment Ciutadà d'Acció Democràtica (Ruch Obywatelski Akcja Demokratyczna) i el Fòrum de Demòcrates de Dreta (Forum Prawicy Demokratycznej). Entre els seus membres destacaven Bronisław Geremek, Jacek Kuroń, Adam Michnik, Hanna Suchocka, Jan Rokita i Aleksander Hall.
Fou el partit més votat a les eleccions parlamentàries poloneses de 1991 amb el 12,21% dels vots i 62 escons, mentre que a les eleccions de 1993 va obtenir el 10,59% i 74 escons. El 1994 Va unir-se al Congrés Liberal Democràtic (Kongres Liberalno-Demokratyczny) i va formar la Unió de la Llibertat (Unia Wolności).

## Resultats electorals

### Sejm
| Any  | Vots      | %          | Escons   | +/– | Govern             |
| ---- | --------- | ---------- | -------- | --- | ------------------ |
| 1991 | 1,382,051 | 12.32 (#1) | 62 / 460 | Nou | Oposició (1991–92) |
| 1991 | 1,382,051 | 12.32 (#1) | 62 / 460 | Nou | Coalició (1992–93) |
| 1993 | 1,460,957 | 10.59 (#3) | 74 / 460 | 12  | Oposició           |

### Senat
| Any  | Vots      | %     | Escons   | +/– |
| ---- | --------- | ----- | -------- | --- |
| 1991 | 3,764,156 | 16.42 | 21 / 100 | Nou |
| 1993 | 2,913,773 | 10.69 | 4 / 100  | 17  |